# De Uafhængige
De Uafhængige (danès Partit Independent) és un partit polític danès fundat el 1953 per l'antic membre del Venstre Knud Kristensen, qui protestà contra la col·laboració dels partits de centredreta amb els socialdemòcrates. Defensors inicialment del liberalisme clàssic, posteriorment va prendre postures antielitistes. A les eleccions legislatives daneses de 1960 va obtenir sis escons, que es van reduir a quatre a les de 1964, mentre que a les de 1966 i 1968 va perdre tota la representació.
A les eleccions legislatives daneses de 1973 es va presentar dins les llistes del Partit del Progrés i hi va obtenir 4 escons, que posteriorment va perdre. El partit continua existint però no ha obtingut representació parlamentària.

## Resultats electorals

### Eleccions legislatives
| Any        | Vots                 | Vots                 | Vots                 | Escons               | Escons               |
| Any        | #                    | %                    | ± pp                 | #                    | ±                    |
| ---------- | -------------------- | -------------------- | -------------------- | -------------------- | -------------------- |
| 1953 (Set) | 58,573               | 2.7%                 | +2.7                 | 0 / 179              | Nou                  |
| 1957       | 53,061               | 2.3%                 | -0.4                 | 0 / 179              | =                    |
| 1960       | 81,134               | 3.3%                 | +1.0                 | 6 / 179              | 6                    |
| 1964       | 65,756               | 2.5%                 | -0.8                 | 5 / 179              | 1                    |
| 1966       | 44,994               | 1.6%                 | -0.9                 | 0 / 179              | 5                    |
| 1968       | 14,360               | 0.5%                 | -1.1                 | 0 / 179              | =                    |
| 1971–      | No hi van participar | No hi van participar | No hi van participar | No hi van participar | No hi van participar |